# Rodica Dunca
Rodica Dunca (n. 16 mai 1965, Baia Mare, România) este o gimnastă română de valoare mondială, laureată cu argint olimpic la Moscova 1980.

## Distincții
- Ordinul „Meritul Sportiv” clasa a II-a (15 aprilie 1981) „pentru rezultatele deosebite obținute la Jocurile olimpice de vară de la Moscova — 1980, precum și pentru contribuția adusă la dezvoltarea activității sportive și la creșterea prestigiului sportului românesc pe plan internațional”[1]